# Raviggiolo
Il raviggiolo, chiamato anche  raveggiolo, è un formaggio fresco molle di latte vaccino, oppure occasionalmente ovino o caprino.

## Metodo di produzione
È tipico dell'Appennino tosco-romagnolo. Per prepararlo si aggiunge al latte, tradizionalmente crudo ma oggi solitamente pastorizzato per favorirne la conservabilità, il caglio e si lascia coagulare per poco tempo, poi, senza rompere la cagliata si fa scolare su stuoie o canestri di vimini o di plastica o tra foglie di felce, di fico o di cavolo.
Si consuma fresco, entro pochi giorni dalla preparazione; il periodo tradizionale di produzione, data la sua ridotta conservabilità, era limitato ai mesi freschi, da ottobre fino a marzo.

## Caratteristiche
Le sue caratteristiche sono: altezza di circa 3-4 cm; diametro 20-25 cm; peso da 800 g a 1,4 kg; la sua forma è vagamente rotonda. Ha pasta molle
e colore bianco latte con il sapore dolcemente delicato, un po' burroso.

## Storia
Il primo documento storico riguardante il raviggiolo risale al 1515 e riporta una donazione al papa Leone X. Il 'Ravaggiuolo' è citato anche nel trattato "Pratica e Scalcaria" di Antonio Frugoli, lucchese vissuto nel 600. Nel trattato, che è stato pubblicato in due edizioni nel 1631 e 1638, il Frugoli associa il Raviggiolo alle mozzarelle di bufala in un capitolo (intitolato "Ravaggiuolo, uova di bufale e mozzarelle, e loro qualità in cucina") nel quarto libro dell'opera, dedicato fra l'altro ai prodotti caseari.
Pellegrino Artusi inserisce questo formaggio nel ripieno dei cappelletti.

## Zona di produzione
Si prepara nei paesi di Tredozio, Modigliana, Bagno di Romagna, Portico e San Benedetto, Premilcuore, Santa Sofia in Romagna e Bibbiena, Chiusi della Verna, Pieve Santo Stefano, Poppi, Pratovecchio, Palazzuolo sul Senio, San Godenzo, Sansepolcro e Stia in Toscana, tutti comuni del Parco Nazionale delle Foreste Casentinesi, Monte Falterona e Campigna.